# Унесённые
«Унесённые» (англ. Swept Away) — британско-итальянская мелодрама режиссёра Гая Ричи. Главные роли исполнили Мадонна и Адриано Джаннини. Премьера состоялась 8 октября 2002 года.

## Сюжет
Сорокалетняя, красивая, успешная Эмбер (Мадонна) вместе с мужем — главой фармацевтической компании, едут в круиз из Греции в Италию. Вместе с ними едут ещё четверо друзей. Сразу после погрузки на корабль между Эмбер и моряком Джузеппе (Адриано Джаннини) возникает нетерпимость друг к другу. И причин этому масса — то вместо спортивного зала на яхте оказались только велотренажер и скакалка, то рыба, которую поймал Джузеппе, оказалась плохой. Сегодня Эмбер не устраивает подогретый кофе, завтра майка, в которой ходит Джузеппе. Вспыльчивый итальянец боится высказывать всё Эмбер в лицо, но с остальными моряками он откровенен. А Эмбер наоборот — открыто оскорбляет его, вместо Пепе (сокращ. от Джузеппе) зовёт его Пипи или «защитник природы». Капитан корабля ругает Джузеппе за его вспыльчивость и настаивает на том, чтобы он точно выполнял приказы и улыбался в ответ на оскорбления. Но в мыслях у Джузеппе совсем другое, например, скинуть Эмбер с яхты. Но все же он понимает, что какой бы стервозной она ни была, она ему нравится.
Однажды утром Эмбер проснулась и заметила, что кроме моряков на корабле никого нет. Задав вопрос — «Где?», и получив ответ — «В пещерах», не обращая внимания на предупреждения о позднем времени, она приказывает Джузеппе спускать лодку и плыть в пещеры. Посреди открытого моря у них ломается мотор. Даже в этой ситуации Эмбер показывает свой характер — отказывается есть рыбу, пойманную Джузеппе, и делает дырку в лодке. Во время шторма их уносит на необитаемый остров. На острове всё меняется — теперь чтобы заработать на еду Эмбер приходится стирать, готовить и выполнять другую работу, а также называть Джузеппе «хозяином». За это итальянец даёт ей рыбу. Однажды утром после рыбалки Джузеппе вспоминает, что когда Эмбер была на корабле, она лежала на палубе по пояс нагая. Джузеппе предлагает ей раздеться, в ответ получает удар. Моряк догоняет Эмбер и говорит ей, что она сама придёт и будет умолять его. На следующее утро так и случилось. После этого случая жизнь Эмбер изменилась, у неё пропало желание уезжать домой. Несколько раз Эмбер видела корабли и не говорила об этом Джузеппе. Но один корабль её возлюбленный всё-таки заметил. Вернувшись на материк, они узнали, что уже месяц их ищет полиция и она на первых полосах газет. Договорившись, что Пепе напишет записку и оставит её в отеле, они расстались. Но по причине неких обстоятельств Эмбер записку не получила, и они расстались навсегда.

## В ролях
| Актёр              | Оригинальное имя актёра | Персонаж        | Оригинальное имя персонажа |
| ------------------ | ----------------------- | --------------- | -------------------------- |
| Мадонна            | Madonna                 | Эмбер           | Amber                      |
| Адриано Джаннини   | Adriano Giannini        | Джузеппе        | Giuseppe                   |
| Брюс Гринвуд       | Bruce Greenwood         | Тони            | Tony                       |
| Элизабет Бенкс     | Elizabeth Banks         | Деби            | Debi                       |
| Майкл Битти        | Michael Beattie         | Тодд            | Todd                       |
| Джин Трипплхорн    | Jeanne Tripplehorn      | Марина          | Marina                     |
| Дэвид Торнтон      | David Thornton          | Майкл           | Michael                    |
| Йорго Вояджис      | Yorgo Voyagis           | Капитан         | Captain                    |
| Рикардо Перна      | Ricardo Perna           | Член команды    | Crew Member                |
| Джордж Йасоуми     | George Yiasoumi         | Повар           | Chef                       |
| Беатрис Лаззи      | Beatrice Luzzi          | Богатая Леди    | Rich Lady                  |
| Лоренсо Сиомпи     | Lorenzo Ciompi          | Богатый Человек | Rich Man                   |
| Патрицио Риспо     | Patrizio Rispo          | Большой Капитан | Burly Captain              |
| Фрэнсис Пардеилхан | Francis Pardeilhan      | Помощник Тони   | Tony’s Assistant           |
| Роза Пианета       | Rosa Pianeta            | Регистратор     | Receptionist               |
| Андреа Рагацу      | Andrea Ragatzu          | Мальчик-Звонок  | Bell Boy                   |

## История создания
Рабочее название фильма — «Любовь, секс, пороки и деньги». Картина снята по мотивам итальянского фильма «Отнесённые необыкновенной судьбой в лазурное море в августе», где сыграли Джанкарло Джаннини и Мариангела Мелато. Адриано Джаннини — сын Джанкарло Джаннини, который снимался в главной роли в фильме 1974 года.
Съёмки проводились в Италии и на Мальте в период с 1 октября по 9 ноября 2001 года. Тогда Мадонна только что закончила своё мировое турне под названием Drowned World Tour. Две недели спустя начались съёмки фильма.
Фильм стал последним в фильмографии Мадонны как актрисы. В 2006 году она заявила, что больше не будет сниматься в кино.

## Музыка
Автор музыки Михаэль Коломбье. В поддержку был выпущен 12-трековый альбом. Почти все песни Михаэль исполнил сам, только песню «Come-On-A-My-House» (рус. Пойдём ко мне домой) была исполнена дуэтом с Деллой Рич.

## Награды
В 2002 году фильм был награждён пятью антипремиями «Золотая малина» в номинациях:
- «Худшая картина»
- «Худшая актриса» (Мадонна)
- «Худшая экранная пара» (Мадонна и Адриано Джаннини)
- «Худший ремейк»
- «Худший режиссёр» (Гай Ричи)

Также фильм был номинирован в две номинации:
- «Худший оператор»
- «Худший актёр» (Адриано Джаннини)

«Унесённые» — первый фильм, который получил награды «За худший фильм» и «Худший ремейк» одновременно. В этом же году Мадонна получила награду как «Худшая актриса второго плана» за роль учителя фехтования в фильме «Умри, но не сейчас».

## DVD
В Великобритании фильм был выпущен дистрибьютором Columbia Tristar. Бонус-издание содержало материалы о создании фильма с комментариями Мэттью Вона, 16 сценами, не вошедшими в фильм, и фильмографию Мадонны. А некоторые издания содержали интервью с Мадонной.